# Liste der Gemeinden im Landkreis Landshut

Karte des Landkreises Landshut

Die Liste der Gemeinden im Landkreis Landshut gibt einen Überblick über die Verwaltungseinheiten des Landkreises. Es gibt 35 politische Gemeinden, von denen 18 eine eigene Verwaltung haben, und 6 Verwaltungsgemeinschaften.

## Legende
- Verwaltungseinheit: Name der Gemeinde und Angabe der Gemeindeart: Gemeinde (–), Markt (M), Stadt (St), Große Kreisstadt (GKSt) oder Name der Verwaltungsgemeinschaft. Einheitsgemeinden wie auch Verwaltungsgemeinschaften sind fett gedruckt
- Wappen: Wappen der Gemeinde
- GT: Gemeindeteile der Gemeinde. Der Wiki-Link ist mit der Gemeindegliederung der jeweiligen Gemeinde verknüpft.
- VG: Zeigt ggf. an, ob eine Gemeinde zu einer Verwaltungsgemeinschaft gehört
- Karte: Zeigt die Lage der Gemeinde im Landkreis
- Fläche: Fläche der Stadt beziehungsweise Gemeinde, angegeben in Quadratkilometer
- Einwohner: Zahl der Menschen, die in der Gemeinde beziehungsweise Stadt leben (Stand: 31. Dezember 2024[1])
- EW-Dichte: Angegeben ist die Einwohnerdichte, gerechnet auf die Fläche der Verwaltungseinheit, angegeben in Einwohner pro km2 (Stand: 31. Dezember 2024[2])
- Statistik: Link zur kommunalen Statistik des Bayerischen Landesamts für Statistik
- Website: Website der Gemeinde bzw. der Verwaltungsgemeinschaft

## Gemeinden
| Verwaltungseinheit                        | Wappen                                        | GT  | VG                                        | Karte                                                                    | Fläche in km²   | Einwohner      | Einwohner je km² | Statistik | Website |
| ----------------------------------------- | --------------------------------------------- | --- | ----------------------------------------- | ------------------------------------------------------------------------ | --------------- | -------------- | ---------------- | --------- | ------- |
| Landkreis Landshut                        | Wappen des Landkreises Landshut               |     |                                           | Der Landkreis Landshut                                                   | 1347.55 (100 %) | 162170 (100 %) | 120              | [ 3 ]     | [ 4 ]   |
| Verwaltungsgemeinschaft Altfraunhofen     |                                               |     | Altfraunhofen                             | Lage der Verwaltungsgemeinschaft Altfraunhofen im Landkreis Landshut     | 41.05 (3 %)     | 3291 (2 %)     | 80               |           | [ 5 ]   |
| Verwaltungsgemeinschaft Ergoldsbach       |                                               |     | Ergoldsbach                               | Lage der Verwaltungsgemeinschaft Ergoldsbach im Landkreis Landshut       | 82.39 (6.1 %)   | 10484 (6.5 %)  | 127              |           | [ 6 ]   |
| Verwaltungsgemeinschaft Furth             |                                               |     | Furth                                     | Lage der Verwaltungsgemeinschaft Furth im Landkreis Landshut             | 76.72 (5.7 %)   | 7710 (4.8 %)   | 100              |           | [ 7 ]   |
| Verwaltungsgemeinschaft Gerzen            |                                               |     | Gerzen                                    | Lage der Verwaltungsgemeinschaft Gerzen im Landkreis Landshut            | 117.3 (8.7 %)   | 6798 (4.2 %)   | 58               |           |         |
| Verwaltungsgemeinschaft Velden            |                                               |     | Velden                                    | Lage der Verwaltungsgemeinschaft Velden im Landkreis Landshut            | 95.55 (7.1 %)   | 8898 (5.5 %)   | 93               |           | [ 8 ]   |
| Verwaltungsgemeinschaft Wörth an der Isar |                                               |     | Wörth an der Isar                         | Lage der Verwaltungsgemeinschaft Wörth an der Isar im Landkreis Landshut | 55.26 (4.1 %)   | 6282 (3.9 %)   | 114              |           |         |
| Adlkofen                                  | Wappen der Gemeinde Adlkofen                  | 96  |                                           | Lage der Gemeinde Adlkofen im Landkreis Landshut                         | 47.86 (3.6 %)   | 4517 (2.8 %)   | 94               | [ 9 ]     | [ 10 ]  |
| Aham                                      | Wappen der Gemeinde Aham                      | 73  | Gerzen                                    | Lage der Gemeinde Aham im Landkreis Landshut                             | 38.01 (2.8 %)   | 1951 (1.2 %)   | 51               | [ 11 ]    | [ 12 ]  |
| Altdorf, M                                | Wappen der Gemeinde Altdorf                   | 14  |                                           | Lage der Gemeinde Altdorf im Landkreis Landshut                          | 22.99 (1.7 %)   | 11300 (7 %)    | 492              | [ 13 ]    | [ 14 ]  |
| Altfraunhofen                             | Wappen der Gemeinde Altfraunhofen             | 41  | Altfraunhofen                             | Lage der Gemeinde Altfraunhofen im Landkreis Landshut                    | 24.29 (1.8 %)   | 2559 (1.6 %)   | 105              | [ 15 ]    | [ 16 ]  |
| Baierbach                                 | Wappen der Gemeinde Baierbach                 | 36  | Altfraunhofen                             | Lage der Gemeinde Baierbach im Landkreis Landshut                        | 16.76 (1.2 %)   | 732 (0.5 %)    | 44               | [ 17 ]    | [ 18 ]  |
| Bayerbach bei Ergoldsbach                 | Wappen der Gemeinde Bayerbach bei Ergoldsbach | 22  | Ergoldsbach                               | Lage der Gemeinde Bayerbach bei Ergoldsbach im Landkreis Landshut        | 25.41 (1.9 %)   | 1993 (1.2 %)   | 78               | [ 19 ]    | [ 20 ]  |
| Bodenkirchen                              | Wappen der Gemeinde Bodenkirchen              | 80  |                                           | Lage der Gemeinde Bodenkirchen im Landkreis Landshut                     | 61.99 (4.6 %)   | 5262 (3.2 %)   | 85               | [ 21 ]    | [ 22 ]  |
| Bruckberg                                 | Wappen der Gemeinde Bruckberg                 | 43  |                                           | Lage der Gemeinde Bruckberg im Landkreis Landshut                        | 51.09 (3.8 %)   | 5700 (3.5 %)   | 112              | [ 23 ]    | [ 24 ]  |
| Buch am Erlbach                           | Wappen der Gemeinde Buch am Erlbach           | 25  |                                           | Lage der Gemeinde Buch am Erlbach im Landkreis Landshut                  | 26.72 (2 %)     | 3929 (2.4 %)   | 147              | [ 25 ]    | [ 26 ]  |
| Eching                                    | Wappen der Gemeinde Eching                    | 23  |                                           | Lage der Gemeinde Eching im Landkreis Landshut                           | 30.14 (2.2 %)   | 4254 (2.6 %)   | 141              | [ 27 ]    | [ 28 ]  |
| Ergolding, M                              | Wappen der Gemeinde Ergolding                 | 22  |                                           | Lage der Gemeinde Ergolding im Landkreis Landshut                        | 37.16 (2.8 %)   | 13323 (8.2 %)  | 359              | [ 29 ]    | [ 30 ]  |
| Ergoldsbach, M                            | Wappen der Gemeinde Ergoldsbach               | 32  | Ergoldsbach                               | Lage der Gemeinde Ergoldsbach im Landkreis Landshut                      | 56.98 (4.2 %)   | 8491 (5.2 %)   | 149              | [ 31 ]    | [ 32 ]  |
| Essenbach, M                              | Wappen der Gemeinde Essenbach                 | 31  |                                           | Lage der Gemeinde Essenbach im Landkreis Landshut                        | 83.6 (6.2 %)    | 11998 (7.4 %)  | 144              | [ 33 ]    | [ 34 ]  |
| Furth                                     | Wappen der Gemeinde Furth                     | 42  | Furth                                     | Lage der Gemeinde Furth im Landkreis Landshut                            | 20.96 (1.6 %)   | 3630 (2.2 %)   | 173              | [ 35 ]    | [ 36 ]  |
| Geisenhausen, M                           | Wappen der Gemeinde Geisenhausen              | 101 |                                           | Lage der Gemeinde Geisenhausen im Landkreis Landshut                     | 62.5 (4.6 %)    | 7278 (4.5 %)   | 116              | [ 37 ]    | [ 38 ]  |
| Gerzen                                    | Wappen der Gemeinde Gerzen                    | 28  | Gerzen                                    | Lage der Gemeinde Gerzen im Landkreis Landshut                           | 17.02 (1.3 %)   | 1878 (1.2 %)   | 110              | [ 39 ]    | [ 40 ]  |
| Hohenthann                                | Wappen der Gemeinde Hohenthann                | 62  |                                           | Lage der Gemeinde Hohenthann im Landkreis Landshut                       | 68.24 (5.1 %)   | 4270 (2.6 %)   | 63               | [ 41 ]    | [ 42 ]  |
| Kröning                                   | Wappen der Gemeinde Kröning                   | 81  | Gerzen                                    | Lage der Gemeinde Kröning im Landkreis Landshut                          | 39.6 (2.9 %)    | 2052 (1.3 %)   | 52               | [ 43 ]    | [ 44 ]  |
| Kumhausen                                 | Wappen der Gemeinde Kumhausen                 | 49  |                                           | Lage der Gemeinde Kumhausen im Landkreis Landshut                        | 37.04 (2.7 %)   | 5538 (3.4 %)   | 150              | [ 45 ]    | [ 46 ]  |
| Neufahrn in Niederbayern                  | Wappen der Gemeinde Neufahrn in Niederbayern  | 25  |                                           | Lage der Gemeinde Neufahrn in Niederbayern im Landkreis Landshut         | 38.76 (2.9 %)   | 4263 (2.6 %)   | 110              | [ 47 ]    | [ 48 ]  |
| Neufraunhofen                             | Wappen der Gemeinde Neufraunhofen             | 42  | Velden                                    | Lage der Gemeinde Neufraunhofen im Landkreis Landshut                    | 17.95 (1.3 %)   | 1052 (0.6 %)   | 59               | [ 49 ]    | [ 50 ]  |
| Niederaichbach                            | Wappen der Gemeinde Niederaichbach            | 31  |                                           | Lage der Gemeinde Niederaichbach im Landkreis Landshut                   | 34.06 (2.5 %)   | 4220 (2.6 %)   | 124              | [ 51 ]    | [ 52 ]  |
| Obersüßbach                               | Wappen der Gemeinde Obersüßbach               | 23  | Furth                                     | Lage der Gemeinde Obersüßbach im Landkreis Landshut                      | 23.59 (1.8 %)   | 1664 (1 %)     | 71               | [ 53 ]    | [ 54 ]  |
| Pfeffenhausen, M                          | Wappen der Gemeinde Pfeffenhausen             | 58  |                                           | Lage der Gemeinde Pfeffenhausen im Landkreis Landshut                    | 71.76 (5.3 %)   | 5441 (3.4 %)   | 76               | [ 55 ]    | [ 56 ]  |
| Postau                                    | Wappen der Gemeinde Postau                    | 20  | Verwaltungsgemeinschaft Wörth an der Isar | Lage der Gemeinde Postau im Landkreis Landshut                           | 34.8 (2.6 %)    | 1695 (1 %)     | 49               | [ 57 ]    | [ 58 ]  |
| Rottenburg an der Laaber, St              | Wappen der Gemeinde Rottenburg an der Laaber  | 69  |                                           | Lage der Gemeinde Rottenburg an der Laaber im Landkreis Landshut         | 90.11 (6.7 %)   | 8486 (5.2 %)   | 94               | [ 59 ]    | [ 60 ]  |
| Schalkham                                 | Wappen der Gemeinde Schalkham                 | 40  | Gerzen                                    | Lage der Gemeinde Schalkham im Landkreis Landshut                        | 22.67 (1.7 %)   | 917 (0.6 %)    | 40               | [ 61 ]    | [ 62 ]  |
| Tiefenbach                                | Wappen der Gemeinde Tiefenbach                | 26  |                                           | Lage der Gemeinde Tiefenbach im Landkreis Landshut                       | 24.71 (1.8 %)   | 3962 (2.4 %)   | 160              | [ 63 ]    | [ 64 ]  |
| Velden, M                                 | Wappen der Gemeinde Velden                    | 130 | Velden                                    | Lage der Gemeinde Velden im Landkreis Landshut                           | 49.43 (3.7 %)   | 6491 (4 %)     | 131              | [ 65 ]    | [ 66 ]  |
| Vilsbiburg, St                            | Wappen der Gemeinde Vilsbiburg                | 152 |                                           | Lage der Gemeinde Vilsbiburg im Landkreis Landshut                       | 68.84 (5.1 %)   | 12237 (7.5 %)  | 178              | [ 67 ]    | [ 68 ]  |
| Vilsheim                                  | Wappen der Gemeinde Vilsheim                  | 27  |                                           | Lage der Gemeinde Vilsheim im Landkreis Landshut                         | 21.71 (1.6 %)   | 2729 (1.7 %)   | 126              | [ 69 ]    | [ 70 ]  |
| Weihmichl                                 | Wappen der Gemeinde Weihmichl                 | 28  | Furth                                     | Lage der Gemeinde Weihmichl im Landkreis Landshut                        | 32.17 (2.4 %)   | 2416 (1.5 %)   | 75               | [ 71 ]    | [ 72 ]  |
| Weng                                      | Wappen der Gemeinde Weng                      | 11  | Wörth an der Isar                         | Lage der Gemeinde Weng im Landkreis Landshut                             | 15.62 (1.2 %)   | 1373 (0.8 %)   | 88               | [ 73 ]    | [ 74 ]  |
| Wörth an der Isar                         | Wappen der Gemeinde Wörth an der Isar         | 2   | Wörth an der Isar                         | Lage der Gemeinde Wörth an der Isar im Landkreis Landshut                | 4.84 (0.4 %)    | 3214 (2 %)     | 664              | [ 75 ]    | [ 76 ]  |
| Wurmsham                                  | Wappen der Gemeinde Wurmsham                  | 91  | Velden                                    | Lage der Gemeinde Wurmsham im Landkreis Landshut                         | 28.17 (2.1 %)   | 1355 (0.8 %)   | 48               | [ 77 ]    | [ 78 ]  |